# Stor-Hällvattnet
Stor-Hällvattnet är en sjö i Strömsunds kommun i Ångermanland och ingår i Ångermanälvens huvudavrinningsområde. Sjön har en area på 2,37 kvadratkilometer och ligger 266 meter över havet. Sjön avvattnas av vattendraget Nagasjöån.

## Historik
Sjön Hällvattnet nämns först i 1273 års gränstraktat där den kallas "Hellu siö". Fram tills 1700-talet benämndes den som Hällsjövattnet, ursprunget till denna tautologiska form kommer troligen från pluralisformen Hällsjövattnen som användes för Lill-Hällvattnet och Stor-Hällvattnet.

## Delavrinningsområde
Stor-Hällvattnet ingår i det delavrinningsområde (709928-150764) som SMHI kallar för Utloppet av Stor-Hällvattnet. Medelhöjden är 301 meter över havet och ytan är 13,78 kvadratkilometer. Räknas de 3 avrinningsområdena uppströms in blir den ackumulerade arean 34,7 kvadratkilometer. Nagasjöån som avvattnar avrinningsområdet har biflödesordning 3, vilket innebär att vattnet flödar genom totalt 3 vattendrag innan det når havet efter 178 kilometer. Avrinningsområdet består mestadels av skog (67 procent). Avrinningsområdet har 2,37 kvadratkilometer vattenytor vilket ger det en sjöprocent på 17,2 procent.